# NGC 877
NGC 877 (другие обозначения — UGC 1768, MCG 2-6-58, ZWG 438.52, PGC 8775) — спиральная галактика в созвездии Овен. Открыта Уильямом Гершелем в 1784 году. Описание Дрейера: «довольно тусклый, довольно крупный и немного вытянутый объект, заметно более яркий в середине, в 1' к юго-востоку видна звезда 12-й величины, в 285» на позиционном угле 166° видна звезда 9-й величины".
Этот объект входит в число перечисленных в оригинальной редакции «Нового общего каталога».
Галактика низкой поверхностной яркости в инфракрасном диапазоне. Чаще всего такие галактики небольшого размера, однако NGC 877 достаточно крупная.
Галактика NGC 877 входит в состав группы галактик NGC 877. Помимо NGC 877 в группу также входят IC 1791, NGC 871, NGC 876, UGC 1693, UGC 1761, UGC 1773 и UGC 1817.